# Szczeciniarnia

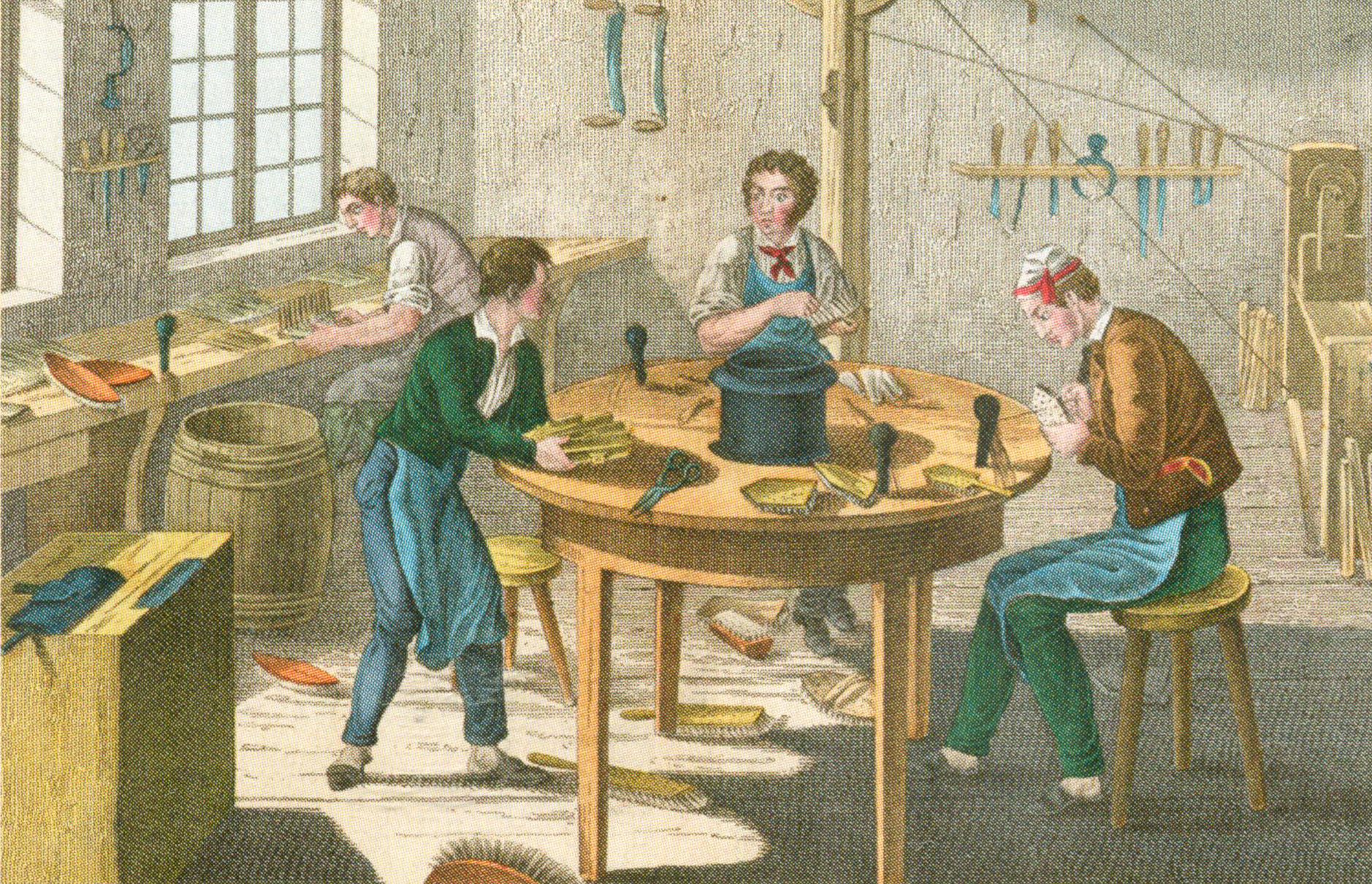
Warsztat szczeciniarski, grafika z 1849 r.

Szczeciniarnia – zakład przemysłowy produkujący pędzle lub szczotki z naturalnego włosia, najczęściej końskiego. 
Zobacz też: Szczeciniarstwo.